# Shugyō
Shugyō est une expression japonaise issue de l'époque dite de Pax Tokugawa (1650-1850) des samouraïs et qui signifie « entraînement intense » ou « ascèse ». Le terme est utilisé dans les arts martiaux et le zen.

## Dans les arts martiaux
Un exemple « d'entrainement intense » consiste en 20 minutes de shiko (à la manière des sumos, en martelant le sol des pieds, pour le renforcement des muscles de jambes), suivi de ukemi, exercice de chute sur un sol dur et ritsuzen, qui est une méditation pratiquée debout.

## Dans le zen
Zazen est considéré comme une forme de shugyō. Le samouraï Musashi Miyamoto le pratiquait au début du XVIIe siècle. Selon Takuan, l’essence n’est pas à chercher dans les armes mais bien dans le shugyō, cet état de concentration aux mille noms — « oubli de soi », « satori », « flux tiré », « flux tendu », « juste tension ». On évoque également shudyo dans le sens de « polir l'esprit » afin d'accéder à l'unité du corps, de l'esprit et de l'âme.

## Chez les samouraïs
Shugyō faisait partie du bushido, remplaçant les entraînements originaux qui pouvaient causer la mort par cet entraînement intense.
Au sein du shugyō, deux voies peuvent être suivies, la première étant celle de l'entraînement de l'esprit (kokoro) et la seconde celle de l'entraînement du corps (katachi).